# Aalborg Havn
|  | Artiklen vedrører arealet Aalborg havn. For aktieselskabet se Port of Aalborg A/S |
Aalborg havn er Limfjordens største havn og Danmarks fjerde største erhvervshavn. Størstedelen af havnearealet ejes af virksomheden Port of Aalborg A/S som ejer 4,1 mio. m2 havneareal , desuden ejer Aalborg Portland havnearealer.
Havnens oprindelse er ukendt, der har sandsynligvis været sejlads på stedet lige så længe der har boet mennesker i Aalborg. Men et dokument udstedt i perioden 1462-1490 af Kong Christian 1. giver Aalborg havn det privilegium at være en af de få "lovlige havne" (sammen med Viborg, Nykøbing og Lemvig) i Limfjordsområdet. Havnen har siden da været en af de vigtigste i Danmark. Der har fra Aalborg været handel med blandt andre Sverige, Norge, England og Holland. Senest har meget af handlen fra Aalborg gået til Grønland, da Aalborg siden 1973 har fungeret som base for den Grønlandske handel. Fra 2019 flytter dele af denne trafik til Aarhus, da selskabet køber nye, større skibe. 
Havnens arealer ved Centralhavnen tættest på Aalborg Centrum er fuldt udnyttet, mens der er store udviklingspotentialer ved Østhavnen. Port of Aalborg (forhenværende Aalborg Havn A/S) har solgt Østre Havn, som i dag er ramme omkring en række bolig- og kontorprojekter. Selve havnedriften fra Aalborg er i dag stort set flyttet ud af byen til Østhavnen ved Romdrup Å. Det har givet Aalborg som by mulighed for at udvikle sig til en moderne by med plads til mange nye boligopførelser, og samtidig har det givet Aalborg Havn mulighed for at fortsætte som industriområde.
Port of Aalborg står også for koordinering af de mange krydstogtskibe, der anløber den centrale havnefront og Nørresundby i Aalborg Havn.